# Lâcher de vipères
Les lâchers de vipères sont une rumeur apparue en France au cours des années 1970 et 1980, selon laquelle des serpents venimeux seraient intentionnellement introduits dans la nature grâce au parachutage de caisses depuis des avions ou des hélicoptères.

## Caractéristiques
Selon la rumeur, les motivations derrière ces largages, ainsi que leurs perpétrateurs, seraient diverses :
- des laboratoires pharmaceutiques introduiraient les vipères afin d'augmenter la production et la vente d'antivenin ;
- des militants écologistes feraient de même pour augmenter la population d'une espèce traditionnellement pourchassée, ou pour alimenter des oiseaux de proie, ou encore pour réguler les animaux chassés par les vipères (rongeurs, etc.).

Leur mode opératoire serait le suivant : des caisses ou des sacs contenant des vipères seraient largués depuis des avions ou des hélicoptères dans des zones naturelles éloignées. Les contenants libèreraient les reptiles en s'écrasant au sol.

## Historique
Selon Véronique Campion-Vincent, cette rumeur naît dans les zones rurales françaises vers 1976,, à une époque de bouleversements sociologiques : début des prises de conscience écologiques, mise en cause du concept d'espèce nuisible, arrêtés de protection de la nature, etc.
La rumeur est rapportée dans la presse nationale française en 1981, puis s'étend aux zones frontalières : le quotidien valaisan Le Nouvelliste évoque en 1982 une « folie au nom de l'écologie ». Elle apparaît dans les journaux italiens en 1984.
La rumeur s'estompe dans la deuxième moitié des années 1980, mais s'ancre dans le paysage rural, à la façon d'une légende urbaine : la réalité du lâcher de vipères y devient un « fait » qu'on ne discute plus. Bien que moins insistante, la rumeur se propage jusqu'au milieu des années 1990 en France, évoquant parfois, dans les mêmes conditions, des lâchers de chenilles urticantes ou de renards. Un inventaire sommaire, réalisé par des étudiants en biologie appliquée de l'institut universitaire de technologie de Tours en 1989-1990 et 1995-1996, fait état de signalements dans 23 départements français.